# Kyogo Furuhashi
Kyogo Furuhashi (古橋 亨梧 Furuhashi Kyogo?), född 20 januari 1995 i Ikoma, är en japansk fotbollsspelare som spelar som forward för Stade Rennais i franska Ligue 1. Han representerar även det japanska landslaget. Han är känd för sin snabbhet, positionering samt öga för mål och har med tiden utvecklats till att bli en av de främsta anfallarna i Europa.

## Klubbkarriär
Kyogo föddes i Ikoma och efter att ha spelat för olika skol- och collagelag blev han värvad av FC Gifu i den japanska andraligan 2017. Under säsongen 2018 gjorde han 11 mål på 26 matcher och såldes därefter till den japanska storklubben Vissel Kobe där han bland annat blev lagkamrat med FC Barcelonas före detta storstjärna Andrés Iniesta. Han spelade tre och en halv säsong i klubben och gjorde sammanlagt 49 mål på 111 matcher för klubben.
I juli 2021 blev han klar för en flytt till den skotska storklubben Celtic där han direkt presenterade sig genom att i den andra ligaomgången göra ett hattrick i en match där Dundee FC besegrades med 6-0. 2023 vann han den skotska trippeln med Celtic. Den 4 oktober 2023 gjorde han sitt första UEFA Champions League-mål i en förlustmatch mot italienska Lazio.
Den 27 januari 2025 värvades Kyogo av den franska klubben Stade Rennais för en rapporterad övergångssumma på 10 miljoner pund.

## Landslagskarriär
Kyogo gjorde sin landslagsdebut för Japan i Kirin Cup mot Venezuela den 19 november 2019. Han gjorde sina två första landslagsmål i en VM-kvalmatch mot Mongoliet. Kyogo blev något överraskade inte uttagen i truppen till Fotbolls-VM i Qatar vilket chockerade många supportrar och medier. Den 7 november 2024 togs han till slut ut till Japans VM-kvalmatcher mot Indonesien och Kina tillsammans med Reo Hatate och Daizen Maeda.

## Meriter
Vissel Kobe
- Kejsarens Cup: 2019
- Japanska supercupen: 2020[1]

Celtic
- Scottish League Cup: 2021/2022[2], 2022/2023, 2023/2024
- Scottish FA Cup: 2022/2023, 2023/2024, 2024/2025
- Scottish Premiership: 2021/2022, 2022/2023, 2023/2024